# Parilyrgis brunneata
Parilyrgis brunneata là một loài bướm đêm trong họ Erebidae.